# 八鱼镇
八鱼镇，是中华人民共和国陕西省宝鸡市渭滨区下辖的一个乡镇级行政单位。

## 行政区划
八鱼镇下辖以下地区：
姬家殿村、八鱼村、鱼池村、西塬村、清安堡村、聂家湾村、下甘沟村、高崖村、淡家村、范家崖村、寨子岭村、孙家滩村、苇子沟村、张家岭村和凤凰头村。